# مارکت دپینگ
latitudeمارکت دپینگlongitudeمارکت دپینگ
مارکت دپینگ (به انگلیسی: Market Deeping) یک شهرک در بریتانیا است که در انگلستان واقع شده‌است.

## خصوصیات
مارکت دپینگ ۶٬۲۰۰ نفر جمعیت دارد.